# Lord grand chancelier
Ne pas confondre avec le chancelier de l'Échiquier, ministre chargé des finances du Royaume-Uni.
Pour les articles homonymes, voir Lord grand chancelier (homonymie).
Le lord grand chancelier ou lord chancelier (en anglais : Lord High Chancellor ou Lord Chancellor) est un des grands officiers d'État du gouvernement du Royaume-Uni. Le titre est accordé au secrétaire d'État à la Justice.
Jusqu'en 2005, le lord chancelier était choisi parmi les pairs et était président de la Chambre des lords et à la tête du pouvoir judiciaire d'Angleterre et du pays de Galles. Ces fonctions sont désormais exercées respectivement par le lord président et le lord juge en chef.
Le lord chancelier dirige le ministère de la Justice et est également garde du sceau du Royaume-Uni.

## Historique
L'origine de l'office du lord grand chancelier remonte à la monarchie carolingienne, dans laquelle un chancelier agissait comme gardien du sceau royal. En Angleterre, la fonction date au moins de la conquête normande de l'Angleterre en 1066. Certains attribuent le premier poste de lord grand chancelier à Angmendus en 605, alors que d'autres sources suggèrent que le premier à occuper cette fonction fut Regenbald sous le règne d'Édouard le Confesseur. Le chancelier dirigeait la chancellerie.

Sir Thomas More, lord chancelier célèbre.

Autrefois, le lord grand chancelier était presque toujours un membre du clergé, comme au Moyen Âge, ils étaient les rares hommes lettrés du Royaume. Le lord chancelier avait alors de multiples fonctions : il était le gardien du Grand Sceau, le chapelain en chef du roi, et son conseiller dans les affaires spirituelles et temporelles. Ainsi, la position est devenue l'une des plus importantes du gouvernement. Il a été seulement devancé au sein du gouvernement par le lord justicier, désormais obsolète.
En tant que ministre du roi, le lord grand chancelier assistait à la curia regis (cour du Roi). S'il était un évêque, il recevait un acte d'assignation à comparaître ; s'il était un ecclésiastique de degré inférieur ou un laïc, il y assistait sans acte d'assignation. La curia regis a ensuite évolué pour former le Parlement, et le lord grand chancelier devint le prolocutor de la chambre supérieure, la Chambre des lords. Comme cela a été confirmé par un statut au cours du règne de Henri VIII, le lord chancelier pouvait présider la Chambre des lords sans être un pair lui-même.
Les devoirs judiciaires du lord chancelier ont également évolués depuis la curia regis. Des pétitions pour la justice étaient normalement adressées au roi et à la Curia, mais en 1280, Édouard Ier chargea ses juges d'examiner et de traiter les pétitions eux-mêmes au sein de la cour du Banc du Roi. Les pétitions importantes devaient être envoyés au lord chancelier pour sa décision, les plus significatives d'entre elles étant également portées à l'attention du Roi. Sous le règne d'Édouard III, la fonction de chancellerie fut établie dans un tribunal distinct pour le lord grand chancelier. Dans ce tribunal, connue sous le nom de haute cour de la Chancellerie, le lord grand chancelier déterminait les cas en fonction de l'équité, et non pas selon les principes stricts de la Common Law. 
Le lord chancelier s'est aussi fait connaître comme le « gardien de la conscience du roi ». Les ecclésiastiques ont continué à dominer la chancellerie jusqu'au XVIe siècle. En 1529, après que le cardinal Thomas Wolsey, lord grand chancelier et archevêque d'York, ait été démis de ses fonctions pour avoir échoué à faire voter l'annulation du premier mariage de Henry VIII, les laïcs ont de plus en plus tendance à être nommés à l'office. Les ecclésiastiques ont fait un bref retour sous le règne de Marie Ire, mais par la suite, presque tous les chanceliers ont été laïques.

## L'office
Autrefois, l'office était tenu par des ecclésiastiques, le lord gardien du Grand Sceau occupant sa fonction en son absence. Les gardiens étaient aussi nommés lorsque l'office du lord grand chancelier était vacant, et démis de leurs fonctions lorsqu'un remplaçant était trouvé. Lorsqu'Élisabeth Ire devint reine, le Parlement vota une Loi disant que le lord gardien du Grand Sceau serait considéré de la même manière que le lord chancelier. La seule différence entre les deux fonctions était leur mode de nomination : le lord grand chancelier est nommé par lettre patente, alors que le lord gardien est nommé par le livreur du grand sceau lors de sa garde. Il était habituel de nommer un roturier au poste de lord gardien, et un pair à celui du lord grand chancelier .
Un lord gardien qui acquérait le titre de pair était par la suite nommé lord chancelier. Le dernier lord gardien fut Sir Robert Henley, qui fut fait baron en 1760 et nommé lord grand chancelier en 1761. Depuis, les roturiers comme les pairs peuvent être nommés lords-grand-chancelier ; de plus, jusqu'aux changements du XXIe siècle, les roturiers nommés lord chancelier étaient rapidement élevés au rang de pairs après leur nomination.
Il était aussi possible d'accorder l'office de lord chancelier à une commission (gestion par un groupe d'individus plutôt que par une personne unique). Les individus qui exerçaient alors les fonctions de lord grand chancelier étaient alors appelés lords commissaire du Grand Sceau. Une commission n'a pas été nommée depuis 1836.
Autrefois, il existait des offices séparés de lord grand chancelier en Angleterre, en Écosse et en Irlande. Lorsque le royaume d'Angleterre et le royaume d'Écosse s'unirent au sein du royaume de Grande-Bretagne à la suite de l'acte d'Union de 1707, les offices du lord grand chancelier d'Angleterre et celui du lord chancelier d'Écosse furent combinés pour former un office unique de lord chancelier du nouvel État. Une disposition similaire fut effectuée lorsque la Grande-Bretagne et l'Irlande fusionnèrent pour former le Royaume-Uni à la suite de l'acte d'Union de 1800. Cependant, l'office de lord chancelier d'Irlande continua à exister jusqu'à la formation de l'État libre d’Irlande en 1922. Cette fonction fut donc abolie et ses devoirs transférés au gouverneur de l'Irlande du Nord, et plus tard, au secrétaire d'État pour l'Irlande du Nord.

## Fonctions
Le lord grand chancelier occupe de nombreuses fonctions au sein des systèmes législatifs, exécutifs, judiciaires et religieux du Royaume-Uni. Cependant, son pouvoir majeur conduit les gouvernements modernes à abolir plusieurs d'entre elles (fonctions ecclésiastiques et judiciaires) pour ne conserver qu'une fonction exécutive gouvernementale et une fonction législative. 

### Fonctions législatives
Le lord grand chancelier était l'officier présidant la Chambre des lords. La loi de réforme constitutionnelle de 2005 supprima cette fonction, laissant le choix du président à la Chambre des lords elle-même : les lords élisent maintenant un lord président.
Chaque fois que le Souverain nomme des lords commissaire chargés d'effectuer certaines actions sur son nom (par exemple, de déclarer officiellement au Parlement que la sanction royale a été accordée, ou de proroger ou de dissoudre le Parlement), le lord chancelier est habituellement considéré comme lord commissaire principal ou supérieur. Les autres lords commissaire, par convention, sont des membres de la Chambre des lords et conseillers privés (généralement les chefs des trois principaux partis et le coordonnateur des Crossbenchers, qui empêchent la domination par un seul parti). 
Dans ce rôle, le lord grand chancelier porte une robe de laine parlementaire écarlate orné de fourrure d'hermine. Il porte un tricorne, alors que les autres lords commissaire portent des bicornes. Pendant la période où Jack Straw est lord grand chancelier, il a été officiellement nommé lord commissaire, mais n'a pas pris part à la cérémonie officielle de l'octroi de la sanction royale et prorogeant le Parlement. À sa place, le lord speaker a été nommé lord commissaire et a pris part aux cérémonies. Le rôle principal du lord commissaire au cours de cette période a été reprise par le leader de la Chambre des lords.

### Fonctions exécutives
Le lord grand chancelier est membre du conseil privé et du Cabinet : il est à la tête du bureau du lord chancelier de 1885 à 1971 puis du département du lord chancelier de 1971 à 2003. En 2003, le département est renommé département des Affaires constitutionnelles pour le baron Falconer de Thoroton, lord grand chancelier et secrétaire d'État aux Affaires constitutionnelles. Ensuite, en 2007, ce poste est renommé secrétaire d'État à la Justice et le département devient le ministre à la Justice.
De nos jours, le ministère est dirigé par le lord chancelier, qui est responsable de l'administration des tribunaux. En outre, le lord chancelier a pour rôle de nommer la plupart des juges des cours de justice d'Angleterre et du pays de Galles. Les juges supérieurs – les juges de la Cour suprême du Royaume-Uni, de la Cour d'appel d'Angleterre et du pays de Galles et les chefs de divisions de la Haute Cour – sont officiellement nommés par le Souverain sur recommandation du lord chancelier, mais depuis 2005, celui-ci est conseillé par une commission des nominations judiciaires indépendante et peut uniquement choisir d'accepter ou de rejeter les recommandations. De plus, le lord chancelier ne choisit plus quels barristers doivent être élevés au rang de conseiller de la reine,mais supervise la procédure de sélection faite par un panel indépendant.
La garde du Grand Sceau du Royaume est confiée au lord chancelier. Le scellage est effectué sous la supervision du clerc de la Couronne à la Chancellerie (en), qui fait aussi office de secrétaire permanent du lord chancelier. Celui-ci n'a plus la garde du Grand Sceau de l'Écosse, gardé par la première ministre d'Écosse, ni du Grand Sceau de l'Irlande du Nord, gardé par le secrétaire d'État pour l'Irlande du Nord.

### Fonctions judiciaires
Les fonctions judiciaires du lord chancelier (à ne pas confondre avec son rôle dans l'administration du système judiciaire) ont été abolies par la loi de Réforme constitutionnelle de 2005.
Autrefois, le lord grand chancelier effectuait un certain nombre de fonctions judiciaires. Il siégeait en tant que juge du comité judiciaire de la Chambre des lords, la plus haute cour de justice du Royaume-Uni, et était membre du comité judiciaire du Conseil privé, la cour de justice supérieure de l'Empire britannique puis du Commonwealth. Il était président de la cour suprême d'Angleterre et du pays de Galles  et supervisait également la Cour d'appel d'Angleterre et du pays de Galles , la Haute Cour de justice d'Angleterre et du pays de Galles et la Cour de la Couronne d'Angleterre et du pays de Galles. Il était aussi, ex officio, un juge de la Cour d'appel et le président de la division de la Chancellerie.
Au cours des temps modernes, ces fonctions étaient exercées avec modération. Celles en relation avec la Chambre des lords et le comité judiciaire du Conseil privé étaient habituellement déléguées au lord supérieur d'Appel ordinaire. La présidence de la Division de la Chancellerie était dévolue au vice-chancelier, un juge supérieur (aujourd'hui appelé chancelier de la Haute Cour). La plupart des lords chancelier de la fin du XXe siècle ne rendaient les jugements que lorsqu'ils concernaient la Chambre des lords. Cependant, des objections avaient déjà été soulevées, y compris par le pouvoir judiciaire, de l'incompatibilité à exercer en même temps les fonctions de ministre du Cabinet et à siéger en tant que juge professionnel. Ainsi, le dernier lord grand chancelier à présider en tant que juge fut lord Irvine de Lairg (1997-2003) et son successeur, lord Falconer n'a jamais exercé ces fonctions, qui furent abolies peu après.
Autrefois, lorsque les pairs pouvaient être jugés pour félonie ou pour haute trahison par les autres pairs à la Chambre des lords, le lord grand intendant présidait à la place du lord chancelier. C'était aussi le cas des procès de l’impeachment. Cependant, dans de nombreux cas, le lord chancelier occupait la fonction du lord grand intendant temporairement. Les procès des pairs furent abolis en 1948, et l’impeachment est aujourd'hui obsolète.
Au début de l'année légale (début du calendrier judiciaire du droit anglais), le lord grand chancelier officie à la cérémonie à l'abbaye de Westminster en présence de tous les juges du Royaume. Elle est suivie d'une réception appelée le petit-déjeuner du lord chancelier (Lord Chancellor's breakfast) à Westminster.  
De 1867 à 1875, le lord grand chancelier était le plus haut officier de la Cour d'appel fédérale avant la création de la cour suprême du Canada et du poste de juge en chef du Canada.

### Fonctions ecclésiastiques
Le lord grand chancelier accomplit diverses fonctions en relation avec l'Église d'Angleterre.
Il nomme les membres du clergé qui sont soumis à la tutelle de la Couronne (cela représente plus de 400 prêtres et 12 chanoines), et exerce la gérance du duché de Cornouailles lorsqu'il n'y a pas de duc de Cornouailles (titre automatiquement attribué au fils aîné du souverain) ou que celui-ci est mineur.
D'après la loi, le lord grand chancelier doit être consulté avant les nominations qui peuvent être faites dans certains tribunaux ecclésiastiques. Les juges de la Cour du Consistoire, de la Cour des Arches de Cantorbéry, de la Cour de la Chancellerie d'York et de la Cour réservée des causes ecclésiastiques ne sont nommés qu'après consultation du lord grand chancelier.
Il est, ex officio, l'un des 33 commissaires de l'Église, qui gèrent les actifs de l'Église d'Angleterre.

### Autres fonctions
D'après la loi sur la Régence de 1937, le lord grand chancelier est l'une des cinq personnes – avec l'époux du souverain, le président de la Chambre des communes, le lord juge en chef d'Angleterre et du pays de Galles et le maître des Rôles – qui participent à la détermination de la capacité du souverain d'être déchargé de ses devoirs royaux. Si au moins trois de ces individus déterminent, d'après des preuves fournies par des médecins spécialistes, et déclarent que le Souverain souffre d'infirmité mentale ou physique l'empêchant d'accomplir personnellement ses devoirs de chef d'État, les fonctions royales sont transférées à un régent, qui les accomplit au nom du monarque.
Le lord grand chancelier agit en tant que visiteur de beaucoup d'universités, collèges, écoles, hôpitaux et autres organisations de bienfaisance à travers le Royaume-Uni. Lorsque les statuts de l'organisation ne désignent pas de visiteur particulier, ou lorsque le poste est vacant, le Souverain en devient le visiteur, mais il délègue cette fonction au lord grand chancelier. Cependant, plusieurs organismes précisent explicitement que leur propre visiteur est le lord grand chancelier : chapelle Saint-Georges à Windsor, la Royal Institution, l'université de Newcastle et les trois collèges à Oxford.
Le pouvoir de nommer les membres de certaines écoles privées, telles que Harrow, Rugby et Charterhouse, est détenu par le lord chancelier.

## Dans la fiction
L'œuvre de fiction la plus célèbre où apparaît un lord chancelier est l'opérette Iolanthe par William S. Gilbert et Arthur Sullivan, dans laquelle il est un des rôles principaux, mais son nom n'est jamais mentionné.

## Liste des lords-grand-chancelier
(époques Tudor et Stuart)
- 1485-1487 : John Alcock (v.1430-1500), évêque d'Ely
- 1487-1500 :  John Morton (v.1420-1500), cardinal, archevêque de Canterbury
- 1500-1502 : Henry Deane (v.1440-1503), archevêque de Canterbury
- 1504-1515 : William Warham (v.1450-1532), archevêque de Canterbury
- 1515-1529 : Thomas Wolsey (v.1471/76-1530), cardinal, archevêque d'York
- 1529-1532 : Sir Thomas More (1478-1535)
- 1533-1544 : Sir Thomas Audley (1487/88-1544), 1er baron Audley de Walden
- 1544-1547 : Lord Thomas Wriothesley (1505-1550), 1er comte de Soutampton
- 1547 : Lord William Paulet (v.1483/85-1572), 1er marquis de Winchester
- 1547-1551 : Sir Richard Rich (v.1496-1567), 1er baron Rich
- 1551-1553 : Thomas Goodrich (1494-1554), évêque d'Ely
- 1553-1555 : Stephen Gardiner (1483-1555), évêque de Winchester
- 1555-1558 : Nicholas Heath (1501-1578), archevêque d'York
- 1558-1579 : Sir Nicholas Bacon (1510-1579)
- 1579-1587 : Sir Thomas Bromley (1530-1587)
- 1587-1591 : Sir Christopher Hatton (1540-1591)
- 1592-1596 : Sir John Puckering (1544-1596)
- 1596-1617 : Sir Thomas Egerton (1540-1617), 1er vicomte Brackley
- 1617-1621 : Sir Francis Bacon (1561-1626), 1er vicomte de Saint-Alban
- 1621-1625 : John Williams (1582-1650), évêque de Lincoln
- 1625-1640 : Sir Thomas Coventry (1578-1640), 1er baron Coventry
- 1640-1641 : Lord John Finch (1584-1660), 1er baron Finch
- 1641-1645 : Lord Edward Littleton (1589-1645), 1er baron Littleton
- 1645-1650 : Sir Richard Lane (1580-1650)

(depuis la Restauration)
- 1658-1667 : Sir Edward Hyde, puis 1er comte de Clarendon.
- 1667-1672 : Sir Orlando Bridgeman (lord gardien du Grand Sceau).
- 1672-1673 : Sir Anthony Ashley-Cooper, puis 1er comte de Shaftesbury.
- 1673–1682 : Heneage Finch (lord gardien du Grand Sceau jusqu'en 1675).
- 1682-1685 : Sir Francis North, puis 1er baron Guilford (lord gardien du Grand Sceau).
- 1685-1688 : Sir George Jeffreys, puis 1er baron Jeffreys.